# Indoeuropski jezici
██  Indoeuropski većinski jezik
██  Indoeuropski manjinski jezik sa službenim statusom
Indoeuropska jezična porodica (privatni kod: ieur) prema broju govornika najveća je svjetska jezična porodica kojoj pripada većina europskih jezika  i južne i zapadne Azije. Ima oko 450 jezika (SIL), a na Linguistovom popisu je 586 jezika uključujući 124 izumrla i 7 skoro izumrlih i dijalekata kojima govori oko 3 milijarde ljudi. Na SIL-ovom popisu je (439) jezika, po ranijim klasifikacijama (443), odnosno (449). Jezici s više od 100 milijuna govornika su (abecednim redom): bengalski, engleski, francuski, hindski, njemački, perzijski, portugalski, ruski i španjolski.

## Podrijetlo
Svi indoeuropski jezici potječu od praindoeuropskog (PIE) kojim se prema najšire prihvaćenoj kurganskoj hipotezi govorilo oko 4500. pr. Kr. u stepama između Crnog mora i Volge, odakle se proširio na zapad u Europu i na jug u područja današnjeg Irana i Indijskog potkontinenta.

## Grane
Indoeuropska jezična skupina po zastarjeloj se podjeli obično dijelila na 2 temeljne grane:
- kentumski jezici u koju su ubrajani:
  - germanski jezici
  - romanski jezici
  - ilirski jezici
  - grčki jezik
  - keltski jezici
  - italski jezici
  - toharski jezici

- satemski jezici s:
  - baltoslavenski jezici:
    - baltički jezici
    - slavenski jezici

  - armenski jezik
  - indoiranski jezici
  - anatolijski jezici

Podjela na kentumske i satemske jezike je otkrićem toharskih jezika uvelike izgubila na važnosti te se smatra jednom od mnogobrojnih izoglosa.

## Zemljopisno područje
Govore se na širokom pojasu od europskog zapada do ruba Indije i do kineskog Turkmenistana u srcu Azije. Nakon velikih zemljopisnih otkrića dospjeli su i na područje Sjeverne i Južne Amerike, Australije i Novog Zelanda. Različite skupine jezika nastale su raseljavanjem pojedinih plemena Indoeuropljana u različitim smjerovima. Usprkos tome, sličnosti između svih indoeuropskih jezika i danas su jako velike i iznenađujuće.

## Popis jezika i jezičnih skupina
Broj jezika je 586, od toga 124 izumrla 7 blizu izumiranja (439 trenutno na Ethnologue popisu)
A) Albanski [alba] 4, Albanija, Kosovo, Grčka, Italija, Makedonija: gegijski, toskijski, arbëreshë, arvanitika.
B) Armenski jezici [arme] 4, 1 izumro. (1), Armenija: armenski
C) Baltički jezici [balt] 12, 8 izumrlih  (3), Latvija, Litva, Poljska: latvijski, litvanski, pruski (†).
D) Keltski jezici  [celt] 23, 18 izumrlih (7 u Ethnologue), Velika Britanija, Irska, Francuska.
d1. britonski (3): bretonski, kornvolski ili kornijski, velški,
d2. goidelski (4): irski ili gaeilge, manski, gaoidhealg, gàidhlig,
E) Germanski jezici [germ] 69, 15 izumrlih (48 u Ethnologue); prije (53):
e1. istočni (1): gotski (†).
e2. sjeverni (nekad 11; tri izgubila status jezika): danski, ferski ili ferojski, islandski, jutski, norn (†; otoci Shetland i Orkney), norveški-bokmål, norveški-Nynorsk, švedski; Izgubili status jezika: Dalska ili Dalmaal, jamtska ili jamska, skonski dijalekt (Skånska).
e3. zapadni  (41): engleski, frizijski (zapadni i sjeverni), jingliš (ameridiš), niskonjemački (15 jezika: afriaans, flamanski, istočni frizijski, nizozemski, zelandski ili zeeuws i 10 donjosaksonskih jezika: achterhoeks, drents, gronings, donjosaksonski, plautdietsch, sallands, stellingwerfs, twents, veluws, vestfalski), saterlandski (saterfrizijski), škotski, visokonjemački (18 njemačkih jezika i 2 židovska istočni i zapadni jidiš. Njemački su: alemán coloneiro, alemanski ili švicarski njemački, bavarski, cimbriški, donjošleski, franački (†), frankonski ili mainfränkisch, gornjosaksonski, hutteritski, luksemburški, mócheno, njemački standardni, pensilvanijski, rajnsko frankonski ili pfälzische, rajnsko frankonski ili limburški, ripuarijski frankonski, švapski, walserski).
F) Grčki ili helenski jezici [hell] 9, 4 izumrla (6 u Ethnologue): kapadocijski grčki, grčki, judeogrčki, straogrčki (†), pontski, tsakonski.
G) Indoiranski jezici  [indi] 333, 21 izumro.(310 u ethnologue) prije (308):
g1. indoarijski jezici (219):
g1 a. središnja zona (76), Indija, Pakistan:
a. bhil (19) Indija: bareli (3 jezika: pauri, rathwi, palya), bauria, bhilali, bhili, chodri, dhodia, dubli, dungra bhil, gamit, garasia (2 jezika: adiwasi, rajput), mawchi, nahali, noiri, pardhi, rathawi, wagdi.
b. dom (1) Iran: domari.
c. gudžaratski (9) Pakistan Indija: aer, gudžaratski, jandavra, koli (3 jezika: kachi, parkari, wadiyara), saurashtra, vaghri, vasavi.
d. khandesi (3) Indija: ahirani, dhanki, khandesi.
e. pandžabski (1): istočni pandžapski.
f. radžastanski (18): bagri, dhatki, dhundari, goaria, godwari, gujari, gurgula, harauti, lambadi, loarki, lohar, malvi, marwari (2 jezika, indija i pakistan), merwari, mewari, nimadi, shekhawati.
g. romski (7): (7 romskih jezika: balkanski, baltički, fíntika rómma, karpatski, sinte ili sinti, velški, vlaški).
h. zapadni hindski (12) Indija, Pakistan: bhaya, braj bhasha, bundeli, chamari, ghera, gowli, haryanvi, hindi, kabutra, kanauji, sansi, urdu.
i. neklasificirani (5) Nepal, Tadžikistan Indija: mewati, parya, sonha, tharu (2 jezika: dangaura, kathoriya)
j. Powari (Indija: powari.
g1 b. istočna-središnja zona(5): awadhi, bagheli, chhattisgarhi, dhanwar, fidžijski hindustani.
g1 c. istočna zona  (42):
a. bengalsko-assamski (16): asamski, bengalski, bishnupriya, chakma, chittagonian, hajong, halbi, kayort, kharia thar, kurmukar, mal paharia, mirgan, nahari, rajbanshi, sylheti, tangchangya.
b. biharski (12):angika, bhojpuri, karipski hindustani, kudmali, magahi, maithili, majhi, musasa, panchpargania, sadri ( 2 jezika, sadri i oraon), surajpuri.
c. oriya (8): bhatri, bhunjia, bodo parja, kupia, oriya (3 jezika:  desiya, adivasi, oriya), reli.
d. neklasificirani (6) Nepal, Indija: bote-majhi, buksa, degaru, tharu (3 jezika: chitwania, kochila, rana).
g1 d. sjeverna zona (21) Indija, nepal, Pakistan:
a. središnji pahari (1) Indija: kumauni.
b. istočni pahari (2) Nepal: nepalski, palpa
c. garhwali (1), Indija: garhwali.
d. zapadni pahari  (17): bhadrawahi, bhattiyali, bilaspuri, chambeali, churahi, dogri, gaddi, hinduri, jaunsari, kangri, harijan boli (harijan kinnauri), mandeali, paharski (3 jezika: mahasu, kullu, pahari-potwari), pangwali, sirmauri.
g1 e. sjeverna zona (1)
a. istočni paharski (1) Nepal: jumli.
g1 f. sjeverozapadna zona  (39):
a. dardski jezici (27) Pakistan, Afganistan: Chitral (2) khowar, kalasha; Kashmiri (1): kašmirski; kohistani (9): bateri, chilisso, gowro, kalami, kalkoti, kohistani, tirahi, torwali, wotapuri-katarqalai; kunar (8): dameli, gawar-bati, grangali, pashayi (4 jezika: sjeveroistočni, sjeverozapadni, jugoistočni, jugozapadni), shumashti; Shina (7): brokskat, domaaki, phalura, savi, shina (2 jezika kohistani, shina, ushojo.
b. lahnda (7) Pakistan, Indija, Afganistan, Ukrajina: hindko (sjeverni i južni), jakati, khetrani, panjabi (2 jezika: mirpur i zapadni), seraiki.
c. sindhi (5) Pakistan, Indija: jadgali, kachchi, lasi, sindhi, sindhi bhil.
g1 g. nuristani (6) Afganistan: ashkun, kamviri, kati, prasuni, tregami, waigali.
g1 h. sanskrt, Indija: sanskrt
g1 i. sinhaleško-Maldivski (3) Šri Lanka: maldivski, sinhala, veddah.
g1 j. južna zona (12) Indija: Konkani (7): katkari, konkani, goanski konkani, kukna, phudagi, samvedi, varli; marathi; neklasificirani: bhalay, deccan, gowlan, varhadi-nagpuri.
g1 k. neklasificirani (13), Indija, Nepal, Pakistan, Bangladeš: chinali, darai, dhanwar, garas (lahul lohar), kanjari, kumhali, memoni, mina, od, pali, tippera, usui, vaagri booli.
g2. iranski jezici (87):
a. Istočni (14), Iran, Pakistan, Afganistan, Kina, Gruzija, Tadžikistan: avesta (pazend), munji, osetski, paštu (3 jezika, sjeverni središnji i južni), sanglechi-ishkashimi, sarikoli, shughni,  wakhi, waneci, yagnobi, yazgulyam, yidgha.
b. neklasificirani (1) Afganstan: tangshewi.
c. zapadni (72) Afganistan, Iran, Irak, Pakistan, Turska, Izrael: aimaq, alviri-vidari, ashtiani, bajelani, bakhtiari, balochi (južni, zapadni i istočni), bashkardi, buharski, dari (gabri ili yazdi), darwazi, dehwari, dezfuli, dimli, dzhidi, eshtehardi, fars (sjeverozapadni, jugozapadni, zapadni i istočni), gazi, gilaki, gozarkhani, gurani, harzani, hazaragi, judeotatski, kabatei, kajali,  karingani, kho'ini, khunsari, kirmanjki, koresh-e rostam, koroshi, kumzari, kurdski (središnji, sjeverni i južni), laki, lari, lasgerdi, luri (sjeverni i južni), maraghei, mazanderani, natanzi, nayini, ormuri, pahlavani, parachi, parsi, parsi-dari, razajerdi, rudbari, sangisari, sarli, semnani, shabak, shahmirzadi, shahrudi, sivandi, soi, sorkhei, tadžički, takestani, talysh, gornji taromi, tatski (tat), vafsi.
g3. neklasificirani (2) Pakistan i Oman: badeshi, luwati.
H) Italski jezici  [ital] 63, (42) prije (48):
h1. Latinsko-faliskički jezici (1): latinski (†).
h2. romanski jezici (47) Italija, Francuska, Španjolska, Portugal, Rumunjskla, Srbija, Grčka, Makedonija, Hrvatska: aragonski, asturski, dalmatski, emilijano-romanjolo, estremadurski, fala, francuski, frankoprovansalski (ili romandijski), furlanski ili friulski, galicijski, galurski, gaskonjski, istriotski, istrorumunjski, judeofrancuski (†), judeoprovansalski (shuadi), judeošpanjolski (sefardski), judeotalijanski (italkian), kajunski, kampidanski, katalonski, korzički, ladinski (retoromanski), ladino, langedoški, limuzinski, logudorski, lombardski, loreto-ucayali španjolski, makedorumunjski, meglenorumunjski, mirandski, mozarapski, napuljski, overnjanski, pijemontski, pikardijski, portugalski, provansalski, romanš, rumunjski, sasarski, sicilijanski, španjolski, talijanski, valonski, venecijanski (veneto).
I) Slavenski jezici  [slav] 39, 6 izumrlih (18 u Ethnologue popisu) prije (19):
i1. istočni (4): bjeloruski, rusinski, ruski, ukrajinski.
i2. zapadni  (8):  
a. češko-slovački : češki, judeočeški, slovački.
b. lehitski: kašupski, polapski, poljski, šleski
c. lužičkosrpski: gornji i donji,
i3. južni  (8): 
a. istočni: bugarski, makedonski, starocrkvenoslavenski,
b. zapadni: bošnjački, crnogorski, hrvatski, srpski i slovenski.
J) Anatolijski jezici [anat], 13 jezika. Svi izumrli.
K) Toharski jezici [tokh], 2 jezika, svi izumrli.
L) Trački [thra], 2 jezika, svi izumrli.
M Neklasificirani [uieu] 9, svi izumrli.
Venetsko-liburnijski, 2, svi izumrli.

## Vanjske poveznice
- Indo-European  Arhivirana inačica izvorne stranice od 13. rujna 2008. (Wayback Machine)
- Familia Indoeuropea